# Chinilpa

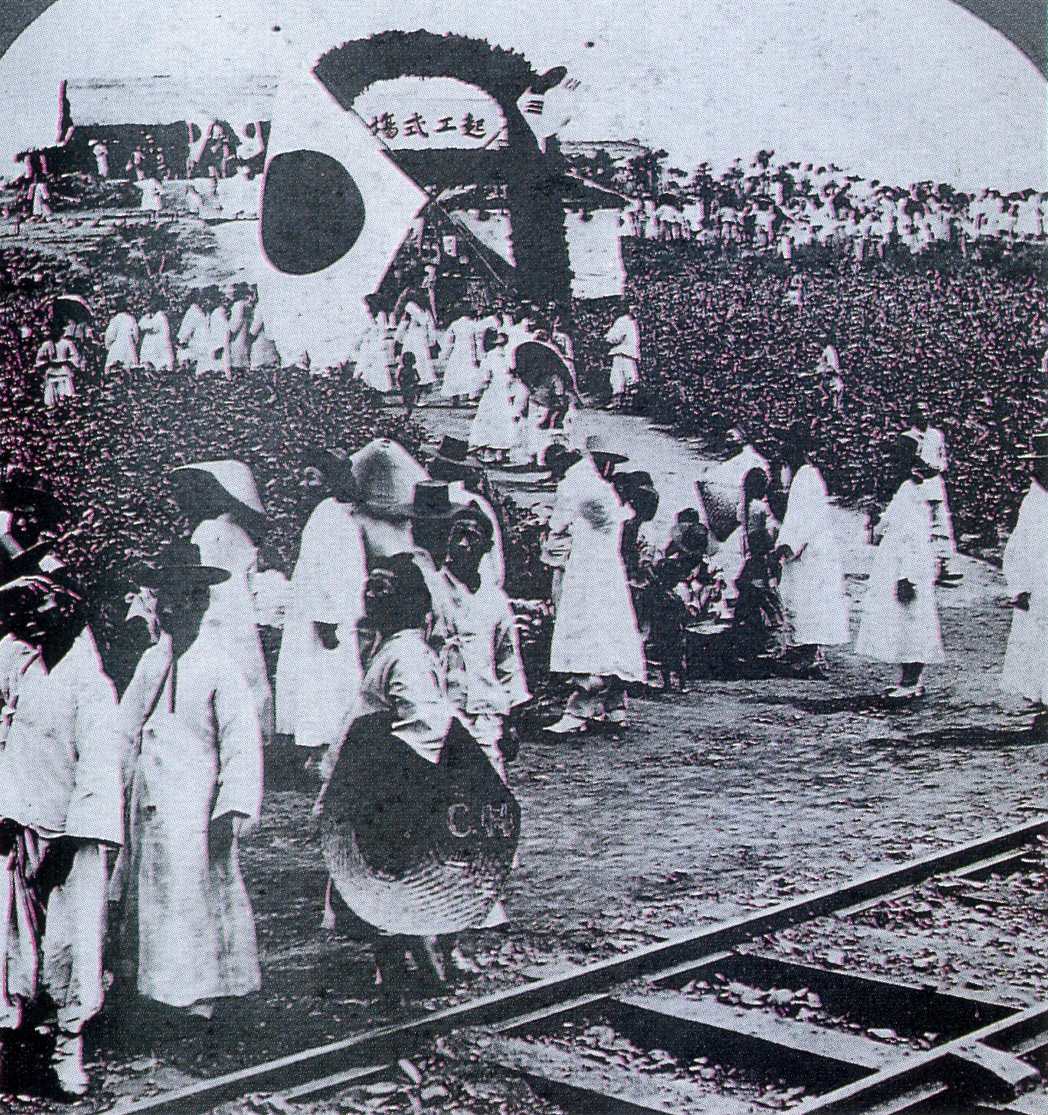
Cérémonie pro-japonaise d'inauguration de la ligne Gyeongbu à Busan en 1901.

Chinilpa (hangeul : 친일파 ; « personne amicale au Japon ») est un terme coréen désignant des Coréens ayant collaboré avec l'empire du Japon au temps de la domination japonaise de la Corée de 1910 à 1945, ou peu auparavant du temps de l'Empire coréen. Aujourd'hui, le mot est souvent utilisé de façon négative contre les Coréens trop japonophiles.
Dans les dernières années de la période Joseon, le terme désignait un groupe de politiciens cherchant une alliance avec le Japon, comme ceux de l'Iljinhoe, en opposition aux groupes pro-russes, pro-chinois et pro-américains. Cependant, à la fin de la Seconde Guerre mondiale, lorsque la Corée a retrouvé son indépendance, le mot a changé de signification en passant de « politiciens pro-japonais » à « collaborateurs pro-japonais ».
Après la démocratisation progressive de la Corée du Sud durant les années 1980 et 1990, un appel public à poursuivre les chinilpa et à « rétablir l'histoire » reçoit un soutien croissant, additionné parfois à un sentiment antijaponais général, qui se renforcent mutuellement.

## Étymologie
Le mot chinilpa pour désigner ceux qui ont collaboré avec le Japon impérial apparaît pour la première fois en 1966 dans Chinilmunhangnon (친일문학론, « Commentaires sur la littérature chinil ») écrit par Im Jong-guk, un militant coréen. Avant sa publication, c'est le mot builbae (부일배, « personne ayant collaboré avec le Japon ») qui est utilisé, en particulier pour les anciens hommes politiques

## Histoire

### Poursuites contre leschinilpasous la présidence de Syngman Rhee
Le comité spécial banmin teugwi (« Comité spécial chargé de poursuivre les contrevenants antinationaux ») est mis en place en 1948 durant la présidence de Syngman Rhee pour traiter 682 affaires. 559 cas sont confiées à un tribunal spécial, qui prononce des inculpations dans 221. Un tribunal spécial juge 38 affaires et prononce des verdicts de culpabilité et des peines dans 12 affaires, dont une condamnation à mort. Dix-huit autres voient leurs droits civils suspendus, six autres sont déclarés innocents et les deux autres sont reconnus coupables mais exemptés de peine. Cependant, la Cour suprême suspend leur jugement en mars 1950, juste avant la guerre de Corée.
Plus particulièrement, Syngman Rhee sabote et dissout le banmin teugwi. Sous le régime de Rhee et dans les gouvernements subséquents, beaucoup de chinilpa jouissent de la même richesse et des mêmes pouvoirs que sous la domination japonaise.

### Poursuites contre leschinilpaau 21e siècle
Après plus de 50 ans passés depuis la fin des poursuites contre les chinilpa sous la présidence de Syngman Rhee, l'accusation reprend brusquement sur l'initiative du président Roh Moo-hyun.

#### Définition dechinilpaselon les termes de la loi spéciale
La loi spéciale nouvellement promulguée sur l'inspection des collaborations pour l'impérialisme japonais définit les « actions pro-japonaises et anti-nationales » (chinilpa) comme suit :
Article 2
En vertu de cet acte, les « actions pro-japonaises et anti-nationales » signifient l'une des actions suivantes commises entre le déclenchement de la guerre russo-japonaise, qui marque les débuts de la privation de la souveraineté coréenne par l'impérialisme japonais, et le 15 août 1945.
1. Tout acte d'attaque ou d'ordre d'attaquer les forces militaires combattant contre l'impérialisme japonais pour garder le pouvoir souverain.
3. Tout acte visant à tuer, exécuter, harceler ou arrêter les personnes ou leurs familles participant au mouvement indépendantiste ou au mouvement anti-japonais, et tout acte pour instruire ou ordonner ces violences.
6. Tout acte pour accepter, rejoindre ou conspirer les traités qui ont interféré avec le pouvoir souverain, y compris le traité d'Eulsa, le traité d'annexion de la Corée et d'autres.
8. Tout acte de participation à l'Assemblée de l'Empire japonais en tant que membre de la classe noble ou membre de l'Assemblée Japonaise.
9. Tout acte de participation en tant que vice-président, conseiller ou membre de la Chambre des représentants du Sénat du gouvernement-général de Choson.
10. Tout acte de coopération positive avec la guerre d'invasion (Seconde Guerre mondiale) en tant qu'officier d'un grade supérieur à celui de lieutenant des forces impériales japonaises.
14. Tout acte pour opérer l'approvisionnement militaire de fabrication visant à aider la guerre de l'impérialisme japonais ou faire don d'une certaine quantité ou plus d'argent et de biens déterminés en vertu du décret présidentiel.
La loi est préoccupée par le mouvement indépendantiste, contrairement aux poursuites des anciens nazis se concentrant sur les crimes de guerre. Les plus singuliers sont les articles 8 et 9. Le fait d'être un législateur pendant cette période qualifie celui-ci de « collaborateur pro-japonais et antinational », indépendamment de ce que cette personne a fait en tant que législateur.

#### Actualités

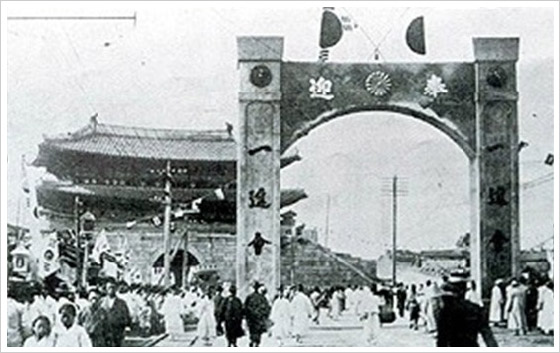
Grandes arches de l'organisation coréenne pro-japonaise Iljinhoe en 1907.

Le 29 août 2005, une organisation civique, l'Institut de recherche des activités collaboratrices, divulgue une liste de 3094 suspects chinilpa coréens dont Park Chung-hee, l'ancien président, Kim Song-su, un ancien éditeur du journal Dong-a Ilbo et fondateur de l'université de Corée, et Bang Eung-mo, un ancien président du journal Chosun Ilbo.
Le 6 décembre 2006, une commission présidentielle sud-coréenne, la Commission d'enquête sur la propriété des collaborateurs pro-japonais, révèle la première liste officielle de chinilpa de 106 personnes de 1904 au soulèvement du 1er Mars de 1919, dont les Cinq traîtres d'Eulsa.
Le 18 août 2006, la commission commence l'enquête avant de saisir les biens obtenus par des collaborateurs lors de la colonisation japonaise.
Le 2 mai 2007, le gouvernement sud-coréen annonce son intention de saisir des actifs acquis par des collaborateurs pro-japonais pendant la domination coloniale japonaise, représentant 3,6 milliards de wons (3,9 millions de dollars, 2,8 millions d'euros) de terres des descendants de neuf collaborateurs pro-japonais. Le 13 août 2007, la commission décide de confisquer environ 1 million de mètres carrés de terres, d'une valeur de 25,7 milliards de wons, qui appartient désormais aux descendants de dix autres collaborateurs pro-japonais =.
Le 17 septembre 2007, la commission révèle la deuxième liste de 202 collaborateurs centrés sur les personnalités pro-japonaises entre 1919 et 1937,,. La liste comprend  Song Byeong-jun qui a envoyé des lettres au gouvernement japonais pour réclamer une union des deux pays, Lee Ji-yong, l'un des Cinq traîtres d'Eulsa, Lee Doo-hwang, qui a participé au meurtre de l'impératrice Myeongseong  en 1895 et qui plus tard est devenu gouverneur de la province du Jeolla du Nord, le romancier Yi In-jik, auteur de Hyeoleuinu (« Les Larmes de sang »), Yoo Hak-ju, conseiller à l'Iljinhoe, Bae Jeong-ja, fille adoptive du premier résident-général de Corée qui a espionné les militants de l'indépendance coréenne et recruté des femmes de réconfort, et Park Je-bin, qui a formé un groupe pour présenter ses condoléances aux funérailles d'Ito en 1926. Le même jour, le tribunal administratif de Séoul rejette une plainte contre la commission pour effacer les noms du fils et du petit-fils de Daewongun (père de l'empereur Kojong) de la liste, qui auraient assisté à la signature du traité d'annexion de la Corée en tant que représentants de la famille royale.
La liste officielle de la période la plus controversée (1937-1945), pouvant contenir des personnes ayant joué un rôle important dans le développement de la Corée du Sud après l'indépendance et inscrites sur la liste de 2005 de l'Institut de recherche des activités collaboratrices, n'est pas révélée au public.
Depuis la promulgation de la loi spéciale d'inspection de la collaboration avec l'impérialisme japonais (en) en 2004 et de la loi spéciale de remboursements par les collaborateurs pro-japonais en 2005, le comité a dressé une liste de 452 collaborateurs pro-japonais et a examiné les actes de propriété de 109 d'entre eux. La superficie totale de terres est estimée à 13,1 millions de mètres carrés, soit une valeur de près de 100 milliards de wons.
Les biens confisqués seront destinés, en priorité, à récompenser les Coréens ayant contribué à l'indépendance de la Corée.